# Alpiner South American Cup
Der Alpine South American Cup (Südamerikacup) ist eine von der FIS organisierte internationale Rennserie im alpinen Skisport, die seit 1994 während des Winterhalbjahres der südlichen Hemisphäre (internationale Saison 1994/95) in Argentinien und Chile ausgetragen wird. Der South American Cup (SAC) ist neben Europacup, Nor-Am Cup, Far East Cup und Australia New Zealand Cup einer von fünf gleichwertigen FIS-Kontinentalbewerben im alpinen Skisport.

## Austragungsorte
Bisher dienten sechs Orte im argentinischen sowie sieben im chilenischen Teil der patagonischen Anden als Schauplätze des South American Cup. Männer- und Frauenrennen finden im Gegensatz zum Europacup immer zeitnah an denselben Orten statt, nicht selten auch mehrere Rennen pro Geschlecht an einem Tag. In den Jahren 1996 und 1998 wurde der SAC nicht ausgetragen.
| Ort                       | von  | bis  | AF  | SG  | RS  | SL  | KB | Anzahl |
| ------------------------- | ---- | ---- | --- | --- | --- | --- | -- | ------ |
| Antillanca                | 1999 | 2019 | –   | –   | 10  | 20  | –  | 30     |
| Bariloche                 | 1994 | 2011 | –   | 2   | 12  | 5   | –  | 19     |
| Cerro Castor              | 2007 | 2022 | –   | –   | 32  | 32  | –  | 64     |
| Cerro Catedral            | 1995 | 2022 | –   | –   | 33  | 40  | –  | 73     |
| Chapelco                  | 1994 | 2022 | –   | 4   | 33  | –   | –  | 37     |
| Corralco                  | 2019 | 2019 | 6   | 4   | –   | –   | 4  | 14     |
| El Bolsón                 | 2019 | 2019 | –   | –   | –   | 2   | –  | 2      |
| El Colorado               | 1994 | 2022 | 15  | 32  | 34  | –   | 13 | 94     |
| Las Leñas                 | 1994 | 2018 | –   | 14  | 14  | 8   | –  | 36     |
| La Parva                  | 1995 | 2022 | 66  | 42  | –   | 28  | 8  | 148    |
| Portillo                  | 2000 | 2000 | 4   | 2   | –   | –   | –  | 6      |
| Termas/Nevados de Chillán | 2005 | 2010 | 14  | 10  | 4   | 6   | 5  | 39     |
| Valle Nevado              | 1995 | 2016 | 4   | 20  | 6   | 6   | –  | 36     |
|                           | 1994 | 2019 | 107 | 128 | 178 | 145 | 30 | 598    |

## Ergebnisse der Gesamtwertung

### Herren
| Saison | Erster                         | Zweiter                        | Dritter                           |
| ------ | ------------------------------ | ------------------------------ | --------------------------------- |
| 1994   | Carlos Manuel Bustos           | Gáston Begue                   | Mariano Puricelli                 |
| 1995   | Carlos Manuel Bustos           | Jürgen Hasler                  | Max Rauffer                       |
| 1997   | Cristian Javier Simari Birkner | Carlos Manuel Bustos           | Paul Accola                       |
| 1999   | Cristian Javier Simari Birkner | Agustín García Juro            | Nicolas Arsel                     |
| 2000   | Cristian Javier Simari Birkner | Aymeric Simon                  | Thomas Grob                       |
| 2001   | Cristian Javier Simari Birkner | Nicolas Arsel                  | Christophe Saioni                 |
| 2002   | Cristian Javier Simari Birkner | Nicolas Burtin Antoine Tissot  | –                                 |
| 2003   | Zachary Brown                  | Facundo Aguirre                | Jorge Mandrú                      |
| 2004   | Cristian Javier Simari Birkner | Alex Antor                     | Casey Puckett                     |
| 2005   | Cristian Javier Simari Birkner | Jorge Mandrú                   | Christophe Roux                   |
| 2006   | Cristian Javier Simari Birkner | Jorge Mandrú                   | Adrien Théaux                     |
| 2007   | Cristian Javier Simari Birkner | Jorge Mandrú                   | Andrej Šporn                      |
| 2008   | Cristian Javier Simari Birkner | Jorge Mandrú                   | Joe Swensson                      |
| 2009   | Cristian Javier Simari Birkner | Rafael Anguita                 | Sebastiano Gastaldi               |
| 2010   | Cristian Javier Simari Birkner | Sebastiano Gastaldi            | Jorge Mandrú                      |
| 2011   | Cristian Javier Simari Birkner | Sebastiano Gastaldi            | Geoffrey Mattel                   |
| 2012   | Cristian Javier Simari Birkner | Sebastiano Gastaldi            | Jorge Francisco Birkner Ketelhohn |
| 2013   | Cristian Javier Simari Birkner | Josef Ferstl                   | Natko Zrnčić-Dim                  |
| 2014   | Klemen Kosi                    | Ondřej Bank                    | Andrej Šporn                      |
| 2015   | Klemen Kosi                    | Josef Ferstl                   | Natko Zrnčić-Dim                  |
| 2016   | Josef Ferstl                   | Klemen Kosi                    | Martin Čater                      |
| 2017   | Marko Vukićević                | Sebastiano Gastaldi            | Klemen Kosi                       |
| 2018   | Klemen Kosi                    | Cristian Javier Simari Birkner | Marko Vukićević                   |
| 2019   | Cristian Javier Simari Birkner | Henrik von Appen               | Simon Breitfuss Kammerlander      |
| 2022   | Tiziano Gravier                | Henrik von Appen               | Andrés Figueroa                   |
| 2023   | Tomás Birkner de Miguel        | Kay Holscher                   | Philip Lundquist                  |
| 2024   | Tiziano Gravier                | Thomas Lardon                  | Mattia Cason                      |

### Damen
| Saison | Erste                      | Zweite                                   | Dritte                     |
| ------ | -------------------------- | ---------------------------------------- | -------------------------- |
| 1994   | Carola Calello             | Gabriela Quijano                         | Francisca Steverlynk       |
| 1995   | Carola Calello             | Arantxa Cruz Schroch                     | Dominique Ezquerra         |
| 1997   | Carola Calello             | Mojca Suhadolc                           | María Belén Simari Birkner |
| 1999   | María Belén Simari Birkner | Carola Calello                           | Julie Duvillard            |
| 2000   | María Belén Simari Birkner | Macarena Simari Birkner                  | Miriam Vázquez             |
| 2001   | María Belén Simari Birkner | Macarena Simari Birkner                  | Marina Romero              |
| 2002   | María Belén Simari Birkner | Macarena Simari Birkner                  | Julie Duvillard            |
| 2003   | María Belén Simari Birkner | Macarena Simari Birkner                  | Julie Duvillard            |
| 2004   | María Belén Simari Birkner | Macarena Simari Birkner Veronica Gandini | –                          |
| 2005   | María Belén Simari Birkner | Macarena Simari Birkner                  | Alexandra Coletti          |
| 2006   | María Belén Simari Birkner | Macarena Simari Birkner                  | Noelle Barahona            |
| 2007   | María Belén Simari Birkner | Benedetta Cumani                         | Martina Boselli            |
| 2008   | Macarena Simari Birkner    | María Belén Simari Birkner               | Mirena Küng                |
| 2009   | María Belén Simari Birkner | Macarena Simari Birkner                  | Aurélie Marchand           |
| 2010   | María Belén Simari Birkner | Benedetta Cumani                         | Macarena Simari Birkner    |
| 2011   | María Belén Simari Birkner | Macarena Simari Birkner                  | Noelle Barahona            |
| 2012   | María Belén Simari Birkner | Macarena Simari Birkner                  | Noelle Barahona            |
| 2013   | Nicol Gastaldi             | Noelle Barahona                          | Julietta Quiroga           |
| 2014   | Noelle Barahona            | Salomé Báncora                           | Jéromine Géroudet          |
| 2015   | Noelle Barahona            | Macarena Simari Birkner                  | Cara Brown                 |
| 2016   | Ester Ledecká              | Macarena Simari Birkner                  | Noelle Barahona            |
| 2017   | Noelle Barahona            | Macarena Simari Birkner                  | Núria Pau                  |
| 2018   | Macarena Simari Birkner    | Francesca Baruzzi Farriol                | Mialitiana Clerc           |
| 2019   | Jelena Jakowischina        | Mialitiana Clerc                         | Macarena Simari Birkner    |
| 2022   | Lara Colturi               | Francesca Baruzzi Farriol                | Malin Sofie Sund           |
| 2023   | Mathilde Schwencke         | Giselle Gorringe                         | Florencia Aramburo         |
| 2024   | Giselle Gorringe           | Francesca Baruzzi Farriol                | Jordina Caminal Santure    |

## Disziplinenwertungen

### Herren
| Saison | Gesamtwertung                  | Abfahrt                        | Super-G                            | Riesenslalom                   | Slalom                                                                 | Kombination                    |
| ------ | ------------------------------ | ------------------------------ | ---------------------------------- | ------------------------------ | ---------------------------------------------------------------------- | ------------------------------ |
| 1994   | Carlos Manuel Bustos           | –                              | Carlos Manuel Bustos               | Carlos Manuel Bustos           | –                                                                      | –                              |
| 1995   | Carlos Manuel Bustos           | Max Rauffer                    | Alberto Senigagliesi Jürgen Hasler | Carlos Manuel Bustos           | Carlos Manuel Bustos                                                   | –                              |
| 1997   | Cristian Javier Simari Birkner | Max Rauffer Paul Accola        | Christopher Puckett                | Cristian Javier Simari Birkner | Cristian Javier Simari Birkner                                         | –                              |
| 1999   | Cristian Javier Simari Birkner | –                              | –                                  | Cristian Javier Simari Birkner | Cristian Javier Simari Birkner                                         | –                              |
| 2000   | Cristian Javier Simari Birkner | Nicolas Burtin                 | Antoine Dénériaz Patrice Manuel    | Cristian Javier Simari Birkner | Cristian Javier Simari Birkner                                         | –                              |
| 2001   | Cristian Javier Simari Birkner | Antoine Dénériaz               | Christophe Saioni                  | Cristian Javier Simari Birkner | Nicolas Arsel                                                          | –                              |
| 2002   | Cristian Javier Simari Birkner | Nicolas Burtin                 | Antoine Tissot                     | Cristian Javier Simari Birkner | Francesco dal Pozzo                                                    | –                              |
| 2003   | Zachary Brown                  | –                              | Steven Nyman                       | Nicolas Burtin                 | Facundo Aguirre                                                        | –                              |
| 2004   | Cristian Javier Simari Birkner | –                              | Peter Fill                         | Cristian Javier Simari Birkner | Cristian Javier Simari Birkner                                         | –                              |
| 2005   | Cristian Javier Simari Birkner | Eric Holmer                    | Cristian Javier Simari Birkner     | Cristian Javier Simari Birkner | Cristian Javier Simari Birkner Jorge Mandrú                            | –                              |
| 2006   | Cristian Javier Simari Birkner | Adrien Théaux Eric Holmer      | Pierre-Emmanuel Dalcin             | Cristian Javier Simari Birkner | Cristian Javier Simari Birkner                                         | Jean-Baptiste Grange           |
| 2007   | Cristian Javier Simari Birkner | Cristian Javier Simari Birkner | Finlay Mickel                      | Cristian Javier Simari Birkner | Cristian Javier Simari Birkner                                         | Matic Skube                    |
| 2008   | Cristian Javier Simari Birkner | Joe Swensson Keith Moffat      | Alek Glebov Andrej Šporn           | Cristian Javier Simari Birkner | Cristian Javier Simari Birkner                                         | Cristian Javier Simari Birkner |
| 2009   | Cristian Javier Simari Birkner | Andrej Šporn                   | Maui Gayme                         | Rafael Anguita                 | Cristian Javier Simari Birkner                                         | Filip Trejbal                  |
| 2010   | Cristian Javier Simari Birkner | Jorge Mandrú                   | Cristian Javier Simari Birkner     | Cristian Javier Simari Birkner | Cristian Javier Simari Birkner                                         | Sebastiano Gastaldi            |
| 2011   | Cristian Javier Simari Birkner | Tobias Stechert                | Boštjan Kline Jeremy Elliot        | Cristian Javier Simari Birkner | Cristian Javier Simari Birkner                                         | –                              |
| 2012   | Cristian Javier Simari Birkner | Andreas Romar                  | Josef Ferstl Gauthier de Tessières | Sebastiano Gastaldi            | Cristian Javier Simari Birkner                                         | –                              |
| 2013   | Cristian Javier Simari Birkner | Josef Ferstl                   | Josef Ferstl Klaus Brandner        | Cristian Javier Simari Birkner | Cristian Javier Simari Birkner                                         | Thomas Mermillod Blondin       |
| 2014   | Klemen Kosi                    | Andrej Šporn                   | Ondřej Bank                        | Sebastiano Gastaldi            | Sebastiano Gastaldi                                                    | Klemen Kosi                    |
| 2015   | Klemen Kosi                    | Boštjan Kline                  | Josef Ferstl                       | Sebastiano Gastaldi            | Armand Marchant Martin Anguita Tomás Birkner de Miguel Federico Vietti | Pawel Trichitschew             |
| 2016   | Josef Ferstl                   | Thomas Dreßen                  | Josef Ferstl                       | Sebastiano Gastaldi            | Sebastiano Gastaldi                                                    | Martin Čater                   |
| 2017   | Marko Vukićević                | Marko Vukićević                | Jack Gower                         | Sebastiano Gastaldi            | Tomás Birkner de Miguel                                                | Rasmus Windingstad             |
| 2018   | Klemen Kosi                    | Dominik Schwaiger              | Klemen Kosi                        | Cristian Javier Simari Birkner | Cristian Javier Simari Birkner                                         | –                              |
| 2019   | Cristian Javier Simari Birkner | Cristian Javier Simari Birkner | Henrik von Appen                   | Alejandro Puente Tasias        | Lars Kuonen                                                            | Henrik von Appen               |
| 2022   | Tiziano Gravier                | Henrik von Appen               | Henrik von Appen                   | Nicolas Pirozzi                | Andrés Figueroa                                                        | Tiziano Gravier                |
| 2023   | Tomás Birkner de Miguel        | Henrik von Appen               | Wiley Maple Tristan Lane           | Kay Holscher                   | Philip Lundquist                                                       | –                              |
| 2024   | Tiziano Gravier                | Mattia Cason                   | Tristan Lane                       | Tiziano Gravier                | Richard Leitgeb                                                        | –                              |

### Damen
| Saison | Gesamtwertung              | Abfahrt                | Super-G                                     | Riesenslalom                              | Slalom                                             | Kombination                   |
| ------ | -------------------------- | ---------------------- | ------------------------------------------- | ----------------------------------------- | -------------------------------------------------- | ----------------------------- |
| 1994   | Carola Calello             | –                      | –                                           | Carola Calello                            | Arantxa Cruz Schroch                               | –                             |
| 1995   | Carola Calello             | Mélanie Turgeon        | Miriam Vogt Tanja Schneider                 | Carola Calello Dominique Ezquerra         | Arantxa Cruz Schroch                               | –                             |
| 1997   | Carola Calello             | Mojca Suhadolc         | Alison Powers                               | Carola Calello                            | –                                                  | –                             |
| 1999   | María Belén Simari Birkner | –                      | –                                           | María Belén Simari Birkner                | Veronika Zuzulová                                  | –                             |
| 2000   | María Belén Simari Birkner | Libby Ludlow           | María Belén Simari Birkner                  | María Belén Simari Birkner                | María Belén Simari Birkner Macarena Simari Birkner | –                             |
| 2001   | María Belén Simari Birkner | Stefanie Schuster      | María Belén Simari Birkner                  | María Belén Simari Birkner                | María Belén Simari Birkner                         | –                             |
| 2002   | María Belén Simari Birkner | Carolina Ruiz Castillo | Carolina Ruiz Castillo                      | María Belén Simari Birkner                | Macarena Simari Birkner                            | –                             |
| 2003   | María Belén Simari Birkner | –                      | Carolina Ruiz Castillo Maria José Rienda    | María Belén Simari Birkner                | María Belén Simari Birkner                         | –                             |
| 2004   | María Belén Simari Birkner | –                      | Chirine Njeim                               | Veronica Gandini                          | María Belén Simari Birkner                         | –                             |
| 2005   | María Belén Simari Birkner | Carolina Ruiz Castillo | Carolina Ruiz Castillo                      | María Belén Simari Birkner                | Macarena Simari Birkner Alexandra Coletti          | –                             |
| 2006   | María Belén Simari Birkner | Geneviève Simard       | Noelle Barahona                             | María Belén Simari Birkner                | María Belén Simari Birkner                         | –                             |
| 2007   | María Belén Simari Birkner | Benedetta Cumani       | Benedetta Cumani                            | María Belén Simari Birkner                | María Belén Simari Birkner                         | Martina Boselli               |
| 2008   | Macarena Simari Birkner    | Georgia Simmerling     | –                                           | Macarena Simari Birkner                   | Macarena Simari Birkner                            | Macarena Simari Birkner       |
| 2009   | María Belén Simari Birkner | Aurélie Marchand       | Jéromine Géroudet Aurélie Marchand          | María Belén Simari Birkner                | María Belén Simari Birkner                         | Sabrina Fanchini              |
| 2010   | María Belén Simari Birkner | Benedetta Cumani       | María Belén Simari Birkner Benedetta Cumani | María Belén Simari Birkner                | María Belén Simari Birkner Macarena Simari Birkner | María Belén Simari Birkner    |
| 2011   | María Belén Simari Birkner | Alexandra Prokopjewa   | Alexandra Prokopjewa                        | María Belén Simari Birkner                | María Belén Simari Birkner                         | –                             |
| 2012   | María Belén Simari Birkner | Alexandra Prokopjewa   | Macarena Simari Birkner Anastassija Kedrina | María Belén Simari Birkner                | María Belén Simari Birkner                         | –                             |
| 2013   | Nicol Gastaldi             | Dominique Gisin        | Jelena Jakowischina                         | Noelle Barahona                           | Nicol Gastaldi                                     | Tina Weirather                |
| 2014   | Noelle Barahona            | Noelle Barahona        | Jéromine Géroudet                           | Salomé Báncora                            | Salomé Báncora                                     | Noelle Barahona               |
| 2015   | Noelle Barahona            | Ania Caill             | Noelle Barahona Cara Brown                  | Noelle Barahona                           | Salomé Báncora                                     | Ester Ledecká                 |
| 2016   | Ester Ledecká              | Noelle Barahona        | Ester Ledecká                               | María Belén Simari Birkner Nicol Gastaldi | Salomé Báncora                                     | Ester Ledecká                 |
| 2017   | Noelle Barahona            | Carmina Pallas         | Alexandra Prokopjewa                        | Nicol Gastaldi                            | Núria Pau                                          | Alexandra Prokopjewa          |
| 2018   | Macarena Simari Birkner    | Alexandra Prokopjewa   | Alexandra Prokopjewa                        | Andrea Ellenberger                        | Mireia Gutiérrez                                   | –                             |
| 2019   | Jelena Jakowischina        | Jelena Jakowischina    | Jelena Jakowischina                         | Jelena Jakowischina                       | Mialitiana Clerc                                   | Jelena Jakowischina           |
| 2022   | Lara Colturi               | Malin Sofie Sund       | Tricia Mangan                               | Lara Colturi                              | Lara Colturi                                       | Lara Colturi Malin Sofie Sund |
| 2023   | Mathilde Schwencke         | Mathilde Schwencke     | Stefanie Fleckenstein                       | Noémie Longchamps                         | Giselle Gorringe                                   | –                             |
| 2024   | Giselle Gorringe           | Tereza Nová            | Jordina Caminal Santure                     | Francesca Baruzzi Farriol                 | Giselle Gorringe                                   | –                             |

## Rekorde

### Gesamtsiege
Stand: 5. Oktober 2019
| Platz | Athlet(in)                     | Geschlecht | Status         | Siege |
| ----- | ------------------------------ | ---------- | -------------- | ----- |
| 1.    | Cristian Javier Simari Birkner | Männer     | aktiv          | 16    |
| 2.    | María Belén Simari Birkner     | Frauen     | aktiv          | 13    |
| 3.    | Carola Calello                 | Frauen     | zurückgetreten | 3     |
| 3.    | Noelle Barahona                | Frauen     | aktiv          | 3     |
| 3.    | Klemen Kosi                    | Männer     | aktiv          | 3     |

### Siege in Disziplinenwertungen
Stand: 5. Oktober 2019
| Platz | Athlet(in)                     | Geschlecht | Status | Siege |
| ----- | ------------------------------ | ---------- | ------ | ----- |
| 1.    | Cristian Javier Simari Birkner | Männer     | aktiv  | 32    |
| 2.    | María Belén Simari Birkner     | Frauen     | aktiv  | 27    |
| 3.    | Sebastiano Gastaldi            | Männer     | aktiv  | 8     |
| 3.    | Macarena Simari Birkner        | Frauen     | aktiv  | 8     |
| 5.    | Alexandra Prokopjewa           | Frauen     | aktiv  | 7     |

### Rennsiege
Stand: 5. Oktober 2019
| Platz | Athlet(in)                     | Geschlecht | Status | Siege |
| ----- | ------------------------------ | ---------- | ------ | ----- |
| 1.    | Cristian Javier Simari Birkner | Männer     | aktiv  | 65    |
| 2.    | María Belén Simari Birkner     | Frauen     | aktiv  | 33    |
| 3.    | Macarena Simari Birkner        | Frauen     | aktiv  | 24    |
| 4.    | Ester Ledecká                  | Frauen     | aktiv  | 17    |
| 5.    | Sebastiano Gastaldi            | Männer     | aktiv  | 13    |
| 5.    | Alexandra Prokopjewa           | Frauen     | aktiv  | 13    |